# Райли, Майкл (кёрлингист)
Майкл С. (Майк) Ра́йли (англ. Michael C. «Mike» Riley; род. 1945) — канадский кёрлингист.

## Достижения
- Чемпионат Канады по кёрлингу среди мужчин: золото (1984).

## Команды
| Сезон   | Четвёртый  | Третий       | Второй       | Первый      | Запасной            | Турниры                     |
| ------- | ---------- | ------------ | ------------ | ----------- | ------------------- | --------------------------- |
| 1973—74 | Don Barr   | Майк Райли   | Doug Holmes  | Брайан Вуд  |                     | ЧК 1974 (4 место)           |
| 1974—75 | Род Хантер | Майк Райли   | Doug Holmes  | Брайан Вуд  |                     | ЧК 1975 (5 место)           |
| 1983—84 | Майк Райли | Брайан Тэйвз | Джон Хелстон | Расс Вуки   | Clare DeBlonde (ЧК) | ЧК 1984 · ЧМ 1984 (4 место) |
| 1985—86 | Майк Райли | Брайан Тэйвз | Расс Вуки    | Terry Henry | Clare DeBlonde      | ЧК 1986 (5 место)           |

(скипы выделены полужирным шрифтом)